# Convecção atmosférica

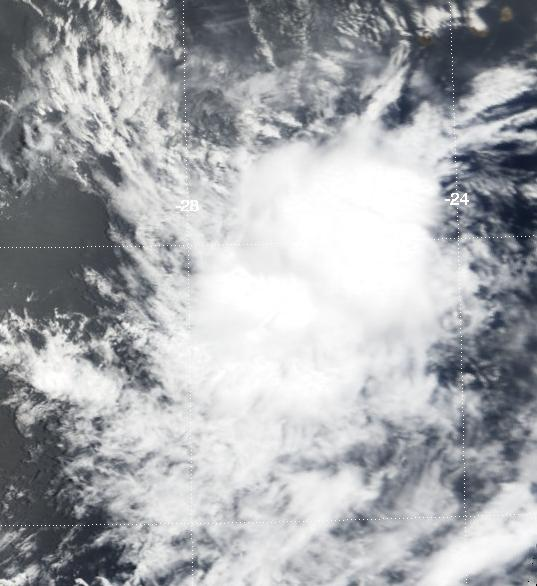
A área de convecção atmosférica que viria a ser o furacão Dean dias depois

Convecção atmosférica é o resultado da instabilidade meteorológica numa determinada massa de ar, instabilidade provém principalmente da diferença de temperatura em diferentes camadas da atmosfera. A convecção atmosférica é a responsável por boa parte das condições meteorológicas adversas do mundo.
Há alguns arquétipos gerais de instabilidade atmosférica que correspondem à convecção ou falta dela. gradientes adiabáticos positivos e/ou acentuados (temperatura ambiente resfria-se rapidamente com a altitude) sugere que a formação de convecção atmosférica é mais provável, embora o gradiente adiabático negativo e/ou fraco sugere que a formação de convecção atmosférica poderá ficar provável. Isto se deve ao fato de que qualquer massa de ar deslocada pode se tornar mais ou menos elevada em altitude, levando-se em consideração a mudança de temperatura adiabática (conforme a altitude) em ambientes já com relativamente pouco gradiente adiabático.
A convecção atmosférica começa no nível de convecção livre (NCL). Assim que a convecção começa, ascende para a camada convectiva livre (CCL) e, então, para no nível de equilíbrio. Se a massa de ar que ascende tiver momentum suficiente, irá ascender até o nível máximo de ascendência, até que a flutuação negativa da massa de ar faz a mesma parar de subir. Quanto mais tempo a área de convecção fica em atividade, teoricamente o processo se acelera. É o processo de convecção atmosférica que leva a formação da maioria das tempestades, principalmente nas regiões de latitudes baixas e médias da terra.